# Bruchophagus prathiaegus
Bruchophagus prathiaegus är en stekelart som beskrevs av T.C. Narendran 1994. Bruchophagus prathiaegus ingår i släktet Bruchophagus och familjen kragglanssteklar. Inga underarter finns listade.